# Orizona (ort)
Orizona är en ort i Brasilien.   Den ligger i kommunen Orizona och delstaten Goiás, i den sydöstra delen av landet, 140 km söder om huvudstaden Brasília. Orizona ligger 810 meter över havet och antalet invånare är 7 583.
Terrängen runt Orizona är huvudsakligen platt. Orizona ligger nere i en dal. Runt Orizona är det mycket glesbefolkat, med 7 invånare per kvadratkilometer..
Omgivningarna runt Orizona är huvudsakligen savann.